# La Palma repülőtér
La Palma repülőtér (IATA: SPC, ICAO: GCLA) egy nemzetközi repülőtér Breña Baja közelében. A légikikötő 1970-ben nyílt meg. Éves utasforgalma 1 306 947 fő (2022). Üzemeltetője az AENA.

## Forgalom
Az utasforgalom az elmúlt években az alábbi módon változott:
| Utasok száma | 941 118 | 1 145 569 | 1 207 572 | 1 043 274 | 1 067 431 | 862 836 | 1 116 146 | 1 420 277 | 721 337 | 1 306 947 |
|              | 2003    | 2005      | 2007      | 2009      | 2011      | 2014    | 2016      | 2018      | 2020    | 2022      |

## Kifutópályák
A repülőtér futópályái:
- 18/36 (2200 m, 45 m, aszfalt)

## Légitársaságok és úticélok
2025-ben a La Palma repülőtérről az alábbi járatok indulnak (Utoljára frissítve: 2025-08-16):
| Légitársaság        | Célállomások                                                                               |
| ------------------- | ------------------------------------------------------------------------------------------ |
| Binter Canarias     | Gran Canaria, Lanzarote, Tenerife–North, Tenerife–South Szezonális: Fuerteventura[forrás?] |
| CanaryFly           | Gran Canaria, Tenerife–North                                                               |
| Condor              | Düsseldorf, Frankfurt, Hamburg, München                                                    |
| Discover Airlines   | Szezonális: Frankfurt, München (kezdődik 2025 október 26-tól)                              |
| easyJet             | Szezonális: Berlin                                                                         |
| Edelweiss Air       | Szezonális: Zurich[forrás?]                                                                |
| Eurowings           | Szezonális: Düsseldorf, Hamburg, Stuttgart                                                 |
| Iberia              | Madrid Szezonális: Málaga, Santiago de Compostela                                          |
| Jet2.com            | London–Stansted (kezdődik 2026. október 26.), Manchester (kezdődik 2026. április 3.)       |
| Luxair              | Szezonális: Luxembourg[forrás?]                                                            |
| Marabu              | München                                                                                    |
| Smartwings          | Szezonális: Prága                                                                          |
| Transavia           | Amszterdam                                                                                 |
| TUI Airways         | London–Gatwick, Manchester                                                                 |
| TUI fly Netherlands | Szezonális: Amszterdam[forrás?]                                                            |
| Vueling             | Barcelona                                                                                  |